# Alexis Conaway
Alexis Conaway (Orange City, 12 gennaio 1996) è una pallavolista statunitense, schiacciatrice del Neuwied.

## Carriera

### Club
La carriera di Alexis Conaway inizia nei tornei scolastici dell'Iowa, giocando per la MOC-Floyd Valley HS. Dopo il diploma gioca a livello universitario per la Iowa State, partecipando alla NCAA Division I dal 2014 al 2017. 
Firma il suo primo contratto professionistico nella stagione 2019-20 al LiigaPloki, club impegnato in Lentopallon Mestaruusliiga col quale si aggiudica la Coppa di Finlandia. Nella stagione seguente si trasferisce in Germania, disputando la 1. Bundesliga con il Vilsbiburg, che lascia nell'annata 2021-22, quando approda al Neuwied, neopromosso nella massima divisione tedesca.

## Palmarès

### Club
- Coppa di Finlandia: 1

2019